# Jan Říha
Jan Říha (Písek, 11 de novembre de 1915 - Praga, 15 de desembre de 1995) fou un futbolista txec les dècades de 1930 i 1940.
Fou 25 cops internacional amb la selecció de Txecoslovàquia, amb la qual participà en el Mundial de 1938. Pel que fa a clubs, defensà els colors del SK Písek i Sparta Praga.